# Odontoptila mimica
Odontoptila mimica là một loài bướm đêm trong họ Geometridae.